# Араваки
Арава́ки (ароваки, аруаки) — група (бл. 100) індіанських племен Південної Америки, що становлять окрему аравацьку мовну сім'ю.
Належать до американської гілки монголоїдної раси. Більшість араваків винищена колонізаторами. Сучасні аравацькі племена — гуахіро, маравани, гуана та інші живуть у Венесуелі, Бразилії, Парагваї. Належать до осілих племен, які стоять на різних ступенях суспільного розвитку.
Займаються підсічним мотичним землеробством (вирощують маніок, кукурудзу, батати, бавовник), рибальством, мисливством, а також гончарством, ткацтвом, плетінням. Частина араваків працює на фермах і плантаціях місцевих поміщиків.

## Відомі представники

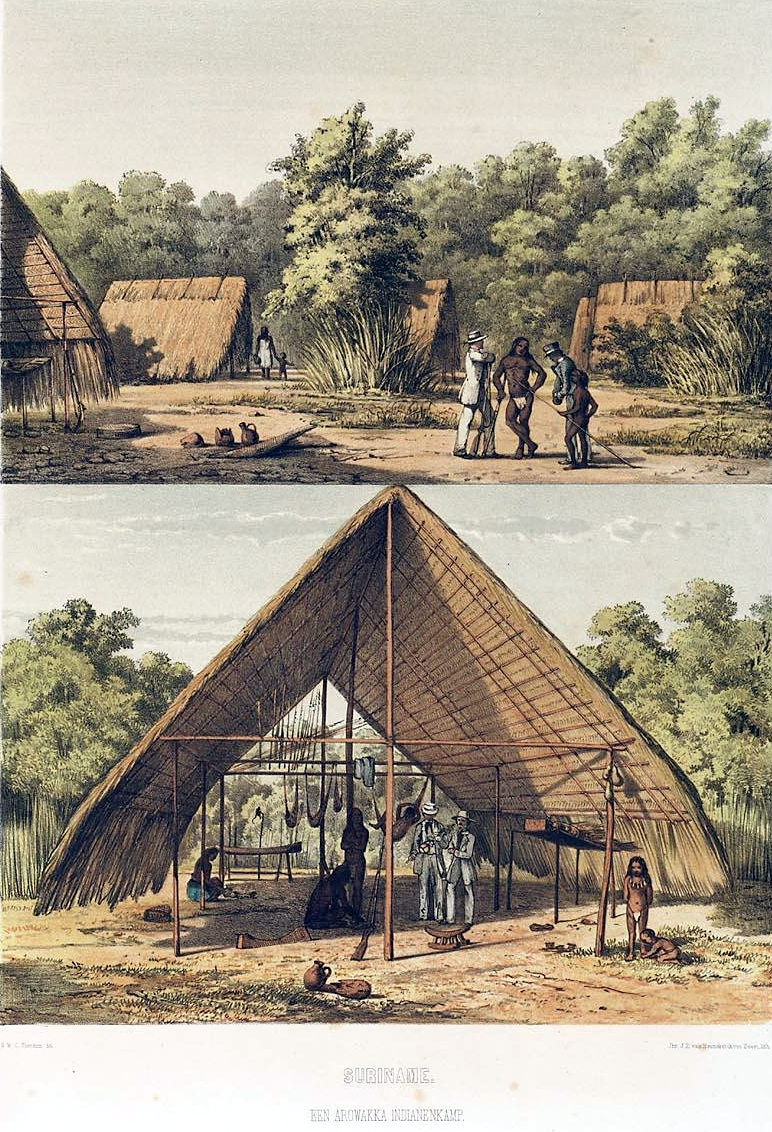
Аравацьке поселення, 1860 рік

- Освальд Гуссейн — митець.
- Джон Беннетт — священник і мовознавець.